# Cosmin Mihai Popescu
Cosmin Mihai Popescu (n. 22 mai 1975, Târgu Jiu, Gorj, România) este un politician român, președinte al Consiliului Județean Gorj, începând cu anul 2016.

## Studii
- Liceul Industrial “Ecaterina Teodoroiu” , anul absolvirii – 1993 
- Universitatea din Craiova – Facultatea de Drept “Nicolae Titulescu”, anul absolvirii – 1997 

### Cursuri:
- Institutul Român de Management București, 2001
- Managementul Proiectelor și Consultanței de Proiect - Nice, Franța – Restructurarea și Privatizarea Industriei Miniere (2005) 

## Experiența profesională
1999 – 2000 Consilier juridic - Compania Națională a Lignitului Oltenia SA - Exploatarea Minieră de Cariere Jilț și Exploatarea Minieră de Subteran Dragotești 
2000 – 2001 Consilier juridic - Compania Națională a Lignitului Oltenia SA - Serviciul Legislație 
2001 – 2002 Consilier juridic - Compania Națională a Lignitului Oltenia SA - Biroul Disciplină Contractuală 
2002 – 2003 Consilier juridic - Compania Națională a Lignitului Oltenia SA - Biroul Plan, Managementul Restructurării și Pregătirii Privatizării 
2003 – 2004 Șef Birou Legislație Generală - Compania Națională a Lignitului Oltenia SA 
2004 – 2005 Șef Birou Legislație Generală - Societatea Națională a Lignitului Oltenia SA 
2005 – 2006 Director Resurse Umane, Legislație, Restructurare - Societatea Națională a Lignitului Oltenia SA 
2006 – 2007 Secretar de Stat – Ministerul Economiei și Comerțului – coordonator al sectorului resurse minerale, complexe energetice, relația cu sindicatele și patronatele 
2007 – 2008 Director Resurse Umane si Legislație -SC SINDJILȚ SRL 
2008 – 2012 Deputat - Parlamentul României 
2012 – 2014 Consilier juridic - Complexul Energetic Oltenia SA 
2014 – 2015 Director Resurse Umane - Complexul Energetic Oltenia SA 
2015 – 2016 Consilier Directorat - Complexul Energetic Oltenia SA 
2016 – prezent Președinte - Consiliul Județean Gorj 

## Alte activități
2006 – 2007 Membru în Consiliul Economic și Social, numit prin Hotărârea Guvernului nr.1478/2006 
2006 – 2007 Membru în Consiliul de Administrație al Complexului Energetic Craiova SA 
2008 – 2010 Membru al Comisiei pentru apărare, ordine publică și siguranță națională din Camera Deputaților
2010 – 2012 Membru al Comisiei pentru muncă și protecție socială din Camera Deputaților

## Controverse
Pe 9 decembrie 2009 a fost condamnat de judecătorii Înaltei Curți de Casație și Justiție la doi ani de închisoare sub supraveghere pentru acte de corupție. Lui Cosmin Mihai Popescu i s-a reproșat de procurorii anticorupție că, în vremea în care a fost secretar de stat în Ministerul Economiei și Comerțului, a falsificat un raport de control al ministerului în scopul favorizării inculpatului Ionel Manțog.

## Legături externe
- Cosmin Mihai Popescu[nefuncțională – arhivă]
 la cdep.ro